# Дейв Бейлі
Дейв Бейлі (англ. Dave Bailey), повне ім'я Се́мюел Де́від Бе́йлі (англ. Samuel David Bailey; 22 лютого 1926, Портсмут, Вірджинія) — американський джазовий ударник.

## Біографія
Народився 22 лютого 1926 року в Портсмуті (Вірджинія). Виріс у Філадельфії. Навчився грати на барабанах у Нью-Йорку, після проходження військової служби пілотом Військово-повітряних сил США в роки Другої світової війни.
Грав разом з Гербі Джонсом (1951–53), і пізніше з Джонні Годжесом, Чарльзом Мінгусом, Лу Дональдсоном, Кертісом Фуллером, Біллі Тейлором, Артом Фармером, Беном Вебстером і Горасом Сільвером. 
У 1954–1968 роках грав у декількох сесіях Джеррі Міллігана, і в 1960-х записувався з Кларком Террі, Кенні Доргемом, Грантом Гріном, Лі Коніцом, Колом Чейдером, Роджером Келлевеєм і Бобом Брукмеєром. У 1969 році залишив музику і став працювати льотним інструктором. З 1973 року викладав музику у Нью-Йорку; також виступав у складі гурту The Jazzmobile.

## Дискографія
- One Foot in the Gutter (Epic, 1960)
- Gettin' Into Somethin' (Epic, 1961)
- Reaching Out (Jazztime, 1961)
- Bash! (Jazzline, 1961)
- 2 Feet in the Gutter (Epic, 1961)